# S. M. der Reisende
S. M. der Reisende ist eine deutsche Filmkomödie von 1920 innerhalb der Stummfilmreihe Teddy. In der Hauptrolle spielt Paul Heidemann.

## Handlung
Teddy kauft ein Wäschegeschäft alles inklusive und heiratet die Verkäuferin. 
(Inhaltsbeschreibung bei GECD #43433)

## Hintergrund
Der Stummfilm hat eine Länge von 784 Metern – was circa 43 Minuten entspricht – in drei Akten. 
Produziert wurde er von der Oliver Film (Nr. 133). 
Die Reichsfilmzensur Berlin verhängte am 9. Juli 1920 über S. M. der Reisende unter der Nummer 71 ein Jugendverbot. 
Die Uraufführung fand 1920 in den U.T. (Union Theater) Lichtspielen Nollendorfplatz 4 statt.
Eine Aufführung ist belegt für die U.T. (Union Theater) Lichtspiele in Dresden am Altmarkt 13, wo der Film am 21. Jänner 1921 gezeigt wurde.
Es war der letzte von 27 Filmen der Reihe, die seit 1914 entstanden waren. Zugleich war es der erste Film der Reihe seit drei Jahren.